# Miroslav Radović
Miroslav Radović (cyryl. Мирослав Радовић, wym. [mǐɾɔs̪ɫaʋ ɾâːd̪ɔʋit͡ɕ]; ur. 16 stycznia 1984 w Goraždach) – serbski piłkarz czarnogórskiego pochodzenia, mający również polskie obywatelstwo, występujący na pozycji pomocnika.

## Kariera klubowa
Wychowanek FK Partizan, w którym rozegrał 118 oficjalnych spotkań (również w Lidze Mistrzów i Pucharze UEFA). Występował także w młodzieżowej reprezentacji Serbii i Czarnogóry. W lipcu 2006 przeszedł do drużyny ówczesnego mistrza Polski – Legii Warszawa – za kwotę ok. 800 tys. euro (niektóre źródła podają kwotę 700 tys. euro). Początkowo trudno przychodziła mu aklimatyzacja w warszawskim zespole, szczególnie, że miesiąc po przyjeździe do Warszawy zmarł mu ojciec.
Redakcja tygodnika Piłka Nożna w organizowanym przez siebie corocznym plebiscycie uhonorowała zawodnika, wybierając go do „Jedenastki obcokrajowców Orange Ekstraklasy” za rok 2006. Oprócz tego, w plebiscycie serwisu LegiaLive!, został wybrany piłkarzem sezonu 2006/2007 Legii Warszawa.
W marcu 2009 Radović otrzymał powołanie do reprezentacji Czarnogóry, ale odmówił występu argumentując, że czuje się Serbem. W tym samym roku parafował nowy kontrakt z Legią, podpisując umowę obowiązującą do 2012.
W czerwcu 2011 Radović podpisał z Legią nową, trzyletnią umowę, a w październiku tego samego roku został powołany do reprezentacji Serbii na towarzyskie mecze z Hondurasem i Meksykiem. Nie pojawił się jednak na zgrupowaniu kadry ze względu na kontuzję.
23 listopada 2012, w spotkaniu z Widzewem Łódź, rozegrał swój 250. mecz w barwach Legii.
Podczas Gali Ekstraklasy w czerwcu 2014 Miroslav Radović został wyróżniony dwiema nagrodami: dla najlepszego pomocnika oraz dla najlepszego piłkarza sezonu 2013/2014. Należy dodać, że nagrody te są przyznawane przez piłkarzy oraz szkoleniowców drużyn grających w danym sezonie w Ekstraklasie.
Na początku 2015, przed dwumeczem w 1/16 Ligi Europy z Ajaxem Amsterdam, zdecydował się przenieść do Chin i podpisał kontrakt z Hebei China Fortune. W styczniu 2016 rozwiązał kontrakt z chińskim klubem, zostając wolnym zawodnikiem. Kontrowersyjna dezycja piłkarza o wyjeździe do Azji nie przeszkodziła mu w zdobyciu uznania fanów – w internetowym głosowaniu wybrali go do jedenastki stulecia Legii Warszawa oraz uznali najlepszym obcokrajowcem w historii klubu.
Od lutego do czerwca 2016 Radović reprezentował barwy słoweńskiego klubu Olimpija Lublana, w którym sięgnął po krajowe mistrzostwo. W lipcu tego samego roku został zawodnikiem Partizana Belgrad, z którym podpisał dwuletni kontrakt. Umowę rozwiązano, gdy 29 sierpnia piłkarz zdecydował się ponownie związać z Legią Warszawa.
19 lutego 2017, w meczu 22. kolejki Ekstraklasy z Ruchem Chorzów, zaliczył 350. występ w barwach warszawskiej drużyny, dzięki czemu stał się piątym piłkarzem Legii w historii z największą liczbą występów. Wyprzedzają go Lucjan Brychczy, Jacek Zieliński, Kazimierz Deyna oraz Jakub Rzeźniczak.
3 marca 2017, w meczu 24. kolejki Ekstraklasy przeciwko Zagłębiu Lubin, Radović rozegrał swój 244. mecz w najwyższej lidze, stając się rekordzistą Ekstraklasy pod względem liczby występów obcokrajowców.
22 kwietnia 2017, w meczu 30. kolejki przeciwko Cracovii, rozegrał 250. spotkanie w Ekstraklasie w barwach Legii Warszawa.
W sezonie 2017/2018, w wyniku odejścia dotychczasowego kapitana zespołu Jakuba Rzeźniczaka, Radović został wyznaczony przez trenera Jacka Magierę na kapitana Legii Warszawa.

## Kariera reprezentacyjna
W latach 2004–2005 zanotował 6 występów w reprezentacji Serbii i Czarnogóry U-21, w których zdobył 1 gola.

## Statystyki kariery
(aktualne na dzień 20 maja 2018)
| Klub                | Sezon              | Liga  | Liga | Puchary krajowe | Puchary krajowe | Puchary europejskie | Puchary europejskie | Razem | Razem |
| Klub                | Sezon              | Mecze | Gole | Mecze           | Gole            | Mecze               | Gole                | Mecze | Gole  |
| Partizan Belgrad    | 2003/04            | 18    | 3    | 4               | 1               | 1                   | 0                   | 23    | 4     |
| Partizan Belgrad    | 2004/05            | 19    | 3    | 4               | 0               | 9                   | 1                   | 32    | 4     |
| Partizan Belgrad    | 2005/06            | 12    | 2    | 2               | 1               | 5                   | 0                   | 19    | 3     |
| Partizan Belgrad    | Razem              | 49    | 8    | 10              | 2               | 15                  | 1                   | 74    | 11    |
| Legia Warszawa      | 2006/07            | 27    | 6    | 6               | 2               | 6                   | 0                   | 39    | 8     |
| Legia Warszawa      | 2007/08            | 27    | 3    | 10              | 2               | 1                   | 0                   | 38    | 5     |
| Legia Warszawa      | 2008/09            | 28    | 3    | 12              | 1               | 4                   | 0                   | 44    | 4     |
| Legia Warszawa      | 2009/10            | 26    | 2    | 4               | 0               | 3                   | 0                   | 33    | 2     |
| Legia Warszawa      | 2010/11            | 28    | 10   | 7               | 0               | 0                   | 0                   | 35    | 10    |
| Legia Warszawa      | 2011/12            | 28    | 6    | 5               | 1               | 9                   | 7                   | 42    | 14    |
| Legia Warszawa      | 2012/13            | 27    | 5    | 7               | 0               | 6                   | 1                   | 40    | 6     |
| Legia Warszawa      | 2013/14            | 27    | 14   | 2               | 0               | 9                   | 1                   | 38    | 15    |
| Legia Warszawa      | 2014/15            | 10    | 5    | 2               | 2               | 8                   | 6                   | 20    | 13    |
| Legia Warszawa      | Razem              | 228   | 54   | 55              | 8               | 46                  | 15                  | 329   | 77    |
| Hebei China Fortune | 2015               | 5     | 1    | 0               | 0               | 0                   | 0                   | 5     | 1     |
| Olimpija Lublana    | 2015/16            | 14    | 2    | 0               | 0               | 0                   | 0                   | 14    | 2     |
| Partizan Belgrad    | 2016/17            | 7     | 2    | 0               | 0               | 2                   | 0                   | 9     | 2     |
| Legia Warszawa      | 2016/17            | 29    | 11   | 0               | 0               | 7                   | 2                   | 36    | 13    |
| Legia Warszawa      | 2017/18            | 11    | 2    | 1               | 0               | 0                   | 0                   | 12    | 2     |
| Legia Warszawa      | Razem              | 40    | 13   | 1               | 0               | 7                   | 2                   | 48    | 15    |
| Łącznie w karierze  | Łącznie w karierze | 343   | 80   | 66              | 10              | 70                  | 18                  | 479   | 108   |

## Sukcesy

### Zespołowe
FK Belgrad
- mistrzostwo Serbii i Czarnogóry: 2004/05
- mistrzostwo Serbii: 2016/17

Legia Warszawa
- mistrzostwo Polski: 2012/13, 2013/14, 2016/17, 2017/18
- Puchar Polski: 2007/08, 2010/11, 2011/12, 2012/13, 2014/15, 2017/18
- Superpuchar Polski: 2008

Olimpija Lublana
- mistrzostwo Słowenii: 2015/16

### Indywidualne
- jedenastka obcokrajowców Ekstraklasy w Plebiscycie Piłki Nożnej: 2006
- obcokrajowiec roku w Plebiscycie Piłki Nożnej: 2011
- pomocnik roku Ekstraklasy, Gala Ekstraklasy: 2014[13]
- piłkarz roku Ekstraklasy, Gala Ekstraklasy: 2014[13]

### Rekordy
- najskuteczniejszy zawodnik w historii Legii Warszawa w europejskich pucharach: 18 goli[14]

## Życie prywatne
Jego wyuczony zawód to kelner.
W 2010 zadeklarował chęć przyjęcia obywatelstwa polskiego. Rok później podjął bezpośrednie kroki zmierzające do przyznania mu dokumentu (ze względu na 5-letni czas pobytu w Polsce).
Po kilku latach starań 14 stycznia 2014 otrzymał polskie obywatelstwo. 11 listopada 2014 podczas obchodów Narodowego Święta Niepodległości złożył kwiaty przy Grobie Nieznanego Żołnierza w Warszawie jako członek delegacji byłych cudzoziemców, obecnych obywateli Rzeczypospolitej Polskiej.
W maju 2014 Radović poślubił swoją wieloletnią partnerkę – Sandrę. Para ma trzech synów: Nikšę (ur. 16 stycznia 2012) oraz bliźniaków: Jakova i Mateja (ur. 27 maja 2013).